# 茨城県立松丘高等学校
茨城県立松丘高等学校（いばらきけんりつ　まつがおかこうとうがっこう）は茨城県高萩市赤浜に所在した公立の高等学校。校地は茨城県立高萩清松高等学校に継承された。

## 設置学科
- 普通科

## 概要
旧陸前浜街道沿いの茨城県高萩市赤浜1864にあった。1975年（昭和50年）に地元の要望を受け開校した。学校は阿武隈高地と太平洋を望むところにある。

## 沿革
- 1975年4月 : 開校。
- 2006年 : 生徒募集を停止。
- 2006年4月 : 茨城県立高萩工業高等学校と合併して茨城県立高萩清松高等学校となる。
- 2008年3月31日 : 閉校。

## 著名な卒業生
- 草間吉夫 - 元高萩市長
- 三五十五 - 電撃ネットワークのメンバー
- 出田裕一 - プロボクサー（第41代日本スーパーウェルター級チャンピオン）